# 岡田ひなの
岡田 ひなの（おかだ ひなの、1994年12月25日 - ）は、日本のAV女優。オールプロ所属。

## 略歴・人物
2021年6月、SODクリエイトのレーベル「麗-KIREI SOD-」の専属女優としてAVデビュー。
2022年6月よりアタッカーズの専属女優となる。

## 作品

### アダルトDVD
- セックスで火照る敏感すぎるカラダ 本当はエロいことが好きなんです。 現役カフェ店員 岡田ひなの 27歳 AV DEBUT（6月10日、SODクリエイト）
- 麗女の【イカされたい】妄想 子宮の一番奥を執拗に連続追撃して、ビクンビクン大絶頂! 現役カフェ店員 岡田ひなの 27歳（7月8日、SODクリエイト）
- 麗女が戸惑う姿が見たい。 現場に着いたらすぐ即ハメ! イッてもイッても終わらない連続激ピストン!（8月12日、SODクリエイト）
- 失敗しても、いつも笑ってくれる先輩。 童貞部下と相部屋に…。 仕事が全くできない彼を全肯定して励ましたら、甘え続けられて1回だけのSEXが、絶倫すぎて何度も犯された。（9月9日、SODクリエイト）
- 綺麗で美しい女は、結局キスがエロい。 女だって、ねっとり舌を絡み合わせて、情熱的なSEXをしていたい…（10月7日、SODクリエイト）
- 「いけないことをしてる感じ、ゾクゾクします…」 中出し解禁 濃厚精子7発 岡田ひなの 27歳（11月11日、SODクリエイト）
- コンビニ面接にきたパートの美人妻と中出し不倫 『出勤するたびに、体の相性が抜群に良いキモ店長に中出しされています。』（12月9日、SODクリエイト）

- スケベヤリマン彼女を無料貸し出し中。 彼女と僕のイカれた寝取られタダマン生活。（1月13日、SODクリエイト）
- 近所の美人奥さん家庭支配! 【夫婦催眠洗脳】で夢の幸せ家族を手に入れた!!（2月10日、SODクリエイト）
- 「放課後、先生の家に来ない??」 女教師の本能が目覚めた時、教え子と学校終わりに秘密のお泊り補修授業を始めました。（3月10日、SODクリエイト）
- あなた、許して…。 ―夫の旧友に犯された私4―（6月7日、アタッカーズ）
- 自己犠牲の女（8月22日、アタッカーズ）
- オフィスレディの湿ったパンスト（9月6日、アタッカーズ）
- DARK WEB 現役捜査官公開レイプショー（10月4日、アタッカーズ）
- BBP初解禁! 外国人肉体労働者に犯された新妻（11月1日、アタッカーズ）

- お願いです! 貴女の体で恩返ししてもらえませんか? 岡田ひなの（4月4日、アタッカーズ）
- ささやかな好奇心に背中を押され… 女性風俗に沼る淑女妻の懺悔録 性の虜になった若妻ひなの、愚行のカタログ 岡田ひなの（5月2日、アタッカーズ）
- 保健教諭 亜由子 生徒に見られてしまった淫らな情事 岡田ひなの（6月6日、アタッカーズ）

### アダルトVR
- 月1の関係… 豊島区在住、マッチングアプリで繋がった欲求不満な人妻ひなのさん(27)… 旦那とのSEXじゃ満足できない人妻を相性抜群なボクのチ〇ポで痙攣イキさせた…（1月27日、SODクリエイト）
- 洗脳ドリルVR 〜仕事熱心で優しい先輩OLを自分専用のキスもフェラも全身舐めもしてくれる 専用性●隷に服従洗脳〜 上下のお口にもたっぷり精液発射で性処理専用便器の出来上がり（3月21日、SODクリエイト）